# Galathea (Schiff, 1934)
Die dänische Fregatte Galathea (A546) war ein Forschungsschiff. Das 1949 angekaufte Schiff war als zweiter Neubau der Sloops der Grimsby-Klasse für die Royal Navy von der Marinewerft in Devonport gebaut worden. Als HMS Leith wurde das Schiff 1934 fertiggestellt. In der Vorkriegszeit in Neuseeland stationiert, diente die Leith im Zweiten Weltkrieg meist als Geleitschiff von Nordatlantik-Konvois. 1946 wurde sie verkauft und in Byron umbenannt. Eine dänische Organisation kaufte 1948 die ehemalige Sloop an und benannte sie Freedom.
Der dänische Staat übernahm die anfangs privaten Forschungsideen und das für diesen Zweck vorgesehene Schiff. Es sollte bei einer Forschungsreise um die Welt auch für Dänemark werben und an die Weltumseglung der dänischen Korvette Galathea etwa 100 Jahre zuvor erinnern. Die Weltreise führte das in Galathea umbenannte Schiff vom 15. Oktober 1950 bis zum 29. Juni 1952 über Kapstadt, Ceylon, Singapur, die Philippinen und Australien nach Neuseeland. Die Rückreise erfolgte ab dem 3. März 1952 über den Pazifik nach Hawaii, San Francisco, durch den Panamakanal, über die Antillen und Azoren nach Europa.

Eine geplante weitere Verwendung des Schiffes in der dänischen Marine unterblieb und die ehemals britische Geleit-Sloop wurde 1955 in Odense verschrottet.

## Geschichte des Schiffs
Am 1. November 1932 bestellte die Royal Navy zwei Sloops eines veränderten Entwurfs beim Devonport Dockyard. Die neuen Schiffe sollten vorrangig als Geleitschiffe eingesetzt werden und hatten eine veränderte Hauptbewaffnung mit zwei 120-mm-Mk.IX-Kanonen und einer 76-mm-L/45-Flak. Nach dem Typschiff Grimsby der neuen Klasse erfolgte die Kiellegung des zweiten Schiffs der Klasse am 6. Februar 1933, das dann am 9. September 1933 vom Stapel lief und als erstes Schiff der Navy nach dem Hafen Leith der schottischen Hauptstadt Edinburgh benannt wurde. Am 10. Juli 1934 wurde es in den Dienst der Royal Navy übernommen.

### Einsatzgeschichte
HMS Leith (L36) wurde der New Zealand Division der Royal Navy zugeteilt und traf am 13. November 1934 in Auckland ein. Sie ersetzte dort die Sloop Veronica der Acacia-Gruppe der Flower-Klasse, die seit September 1920 in Neuseeland eingesetzt worden war und bereits im Februar 1934 in Chatham außer Dienst gestellt worden war. Die bei der New Zealand Division seit 1922 eingesetzte Sloop Laburnum der Flower-Klasse verließ Auckland am 1. Februar 1935 und wurde in Singapur außer Dienst gestellt, jedoch als stationäres Drill- und Trainingsschiff für die Naval Volunteer Reserve weiter genutzt.
Ersetzt wurde die Laburnum durch die im Januar 1935 fertiggestellte Wellington, ein Schwesterschiff der Leith.
Leith führte während ihrer Dienstzeit in Neuseeland viele Besuche bei britischen Besitzungen im Pazifik durch. Am 6. August 1936 errichtete  der Kommandant der Leith auf Canton Island der Phoenixinseln ein Zeichen der Zugehörigkeit des Atolls zu Großbritannien unter Edward VIII., später wurde die Sloop der Königin von Tonga, Salote Tupou III, für eine Rundreise durch die Tongainseln zur Verfügung gestellt.
Bei Ausbruch des Zweiten Weltkriegs verlegten die beiden in Neuseeland stationierten Sloops nach Singapur, um den Schiffsverkehr in den Gewässern um die Malaiische Halbinsel und Aktivitäten deutscher Handelsschiffe zu überwachen, die in Häfen Niederländisch-Ostindiens Zuflucht gesucht hatten. Schon Anfang November verlegten die beiden Sloops über den Indischen Ozean und das Mittelmeer weiter nach Europa. In Gibraltar wurden die Sloops dann verschiedenen Geleitzügen als Verstärkung der Sicherung bis Großbritannien zugeteilt.

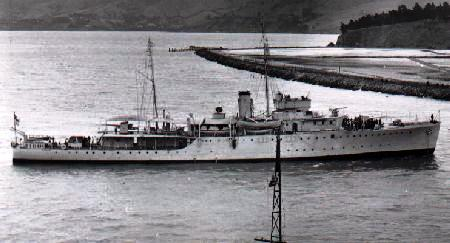
Die Sloop Leith

Ab Februar 1940 gehörte die Leith zur „Western Approaches Escort Force“. Zu dieser Zeit fand eine intensive Sicherung der Nordatlantikgeleitzüge nur auf der östlichen Seite des Atlantiks statt. An zwei bedeutenden Geleitzugschlachten war die Leith beteiligt:

Mitte Oktober 1940 gehörte sie zu den Teilnehmern einer der ersten großen Geleitzugschlachten, als der Geleitzug SC 7 mit 35 Schiffen auf dem Weg von Sydney (Nova Scotia) nach Großbritannien in einen von deutschen U-Booten gebildeten Aufklärungsstreifen lief. Insgesamt griffen acht U-Boote den Konvoi an und versenkten 21 Schiffe mit zusammen 79.592 BRT und beschädigten zwei weitere. Die Verteidiger, die Sloops Scarborough und Fowey sowie die Korvette Bluebell, wurden zwar in der zweiten Angriffsnacht durch Leith und eine Korvette verstärkt, konnten aber nur wenig gegen die U-Boote ausrichten, da die auf Leith, Fowey und Bluebell vorhandenen ASDIC-Geräte mit der Schnelligkeit und der Vielzahl der zeitweise im Konvoi mitlaufenden U-Boote überfordert waren.

Leith konnte von drei Schiffen Teile der Besatzungen retten: am 18. von der estnischen Nora (1186 BRT, 1902, ? Tote) 19 Überlebende und am Folgetag 34 Schiffbrüchige der britischen Assyrian (ex Fritz, 2962 BRT, 1915, 17 Tote) sowie weitere 19 der niederländischen Soesterberg (1904 BRT, 1927, 6 Tote).
- siehe auch Geleitzug SC 7

Nach einer zweimonatigen Einsatzzeit von Neufundland aus sicherte die Leith im Spätsommer 1941 mit dem norwegischen Zerstörer Bath der Town-Klasse, sechs Korvetten und einem U-Jagd-Trawler als „5th Escort Group“ den 23 Handelsschiffe umfassenden Konvoi OG 71 von Großbritannien nach Gibraltar. Nachdem eine Fw 200 Condor der I./KG 40 den Konvoi am 17. August 1941 entdeckt hatte, konnten Condor-Aufklärer oder U-Boote mit Unterbrechungen lange Fühlung zum Konvoi halten, obwohl die Sicherungsschiffe die Fühlungshalter mehrfach abdrängen konnten.
Trotz der Verstärkung der Konvoisicherung durch die Zerstörer Gurkha und Legion und dann die Boreas sowie später noch Vidette und Wivern  konnten fünf der den Konvoi angreifenden U-Boote acht Handelsschiffe mit zusammen 13.225 BRT sowie den norwegischen Zerstörer Bath und die Korvette Zinnia versenken. Die Angriffe von Ju-88-Bombern blieben erfolglos, da sie nicht geschlossen erfolgten. Über 400 Menschen verloren ihr Leben, darunter 22 Wrens auf der Aguila.

Allerdings erreichte nur fünf Schiffe des Geleitzugs Gibraltar, die anderen nicht versenkten Schiffe suchten im neutralen Portugal Zuflucht.
Im Juni 1942 gehörte die die Leith zur „43rd Escort Group“ mit dem Zerstörer Bradford (ex USS McLanshaw DD264) der Town-Klasse und den Sloops Rochester, Sandwich und Scarborough, die zwischen Bathurst und Liverpool eingesetzt wurde. Die alliierten Landungen in Nordafrika (Operation Torch) führten zum zeitweiligen Einsatz der Sloop im westlichen Mittelmeer. Es folgten Einsätze zur Konvoisicherung von Freetown und Bathurst sowie Gibraltar. Nach einer Instandsetzung in der Heimat folgten letzte Einsätze von Portsmouth an den südwestlichen Kanalzugängen, wo sie mit den Schwesterschiffen Deptford und Fleetwood noch Anfang 1945 die Ausbringung von Minen gegen U-Boote sicherte.

### Das Ende der aktiven Dienstzeit
Die Sloop wurde schon kurz nach dem Kriegsende außer Dienst gestellt und 1946 auf dem zivilen Markt verkauft. Als Byron kam sie unter panamaische Flagge. 1948 wurde sie nach Dänemark weiterverkauft, wo sie den Namen Freedom erhielt.

## ForschungsschiffGalathea

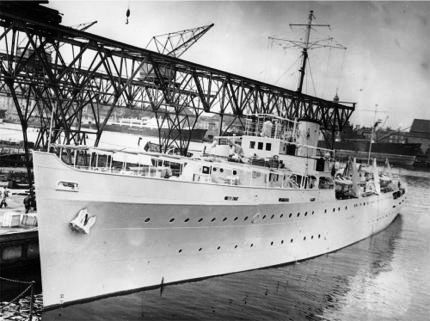
Das Forschungsschiff Galathea in der Endausrüstung

Noch im Weltkrieg hatten dänische Bürger und Wissenschaftler die Idee einer Wiederholung der Reise der Korvette Galathea in den Jahren 1845 bis 1847 entwickelt. Die Idee fand nach dem Kriegsende auch Interesse in der dänischen Regierung und sie wurde von staatlicher Seite weiterentwickelt. Die einem dänischen Friedenskomitee gehörende ehemalige Sloop Leith wurde am 26. August 1949 für die Marine angekauft und zu einem Forschungsschiff umgebaut. Schwerpunkte der Reise um die Erde sollten Forschungen zum Erdmagnetismus sowie zum Leben in größeren Meerestiefen sein. Zur Erinnerung an die erste dänische Weltumseglung erhielt das Schiff den Namen Galathea und wurde als Fregatte bezeichnet. Die abgerüstete Sloop wurde – obwohl ein Marineschiff – nicht wieder bewaffnet und erhielt lediglich drei 57-mm-Salutgeschütze. Vom 4. bis 16. September 1950 machte das Schiff dann die erste größere Probefahrt nach Norwegen.
Am 15. Oktober 1950 verließ die Galathea Kopenhagen zur Reise um die Welt, die zwei Jahre dauern sollte. Verabschiedet wurde das Schiff vom dänischen Königspaar und einer großen Menge Schaulustiger. Neben der Marinebesatzung waren in der Regel um vierzehn Zivilisten an Bord. Bei den Wissenschaftlern änderte sich die Zusammensetzung nach der Art der anstehenden Aufgaben. Dazu waren auch wechselnde Journalisten an Bord, die über den Verlauf der Reise berichteten und sich in den angelaufenen Häfen um eine etwaige dänische Community kümmerten.

Die erste Etappe führte um Skagen durch die Nordsee bis nach Plymouth, wo das Schiff ursprünglich entstanden war. Dann folgten Lissabon, Teneriffa und Dakar, um dann nahe der Küste die wichtigsten Häfen anzulaufen.

In Accra wurde dann erstmals eine Sonderaufgabe des Schiffes relevant. Dort hatte sich in Christiansborg bis 1850 das Zentrum der Dänischen Besitzungen an der Goldküste befunden, die 1850 an Großbritannien verkauft worden waren. Die Dokumentation etwaiger Reste der dänischen Kolonialbestrebungen war eine der wenigen Aufgaben an Land und sollte die Situation auch mit den Berichten der ersten Galathea vergleichen.

Nach dem Besuch weiterer Häfen und ersten Versuchen mit dem Tiefsee-Schleppnetz verbrachte das Schiff Weihnachten in Walvisbay und Neujahr in Kapstadt. Anschließend fand eine erste Überholung des Schiffes in der südafrikanischen Marinebasis Simonstown statt. Das Schleppnetz wurde mit einem neuen, über 12 km langen Stahlkabel versehen, das aus Stabilitätsgründen im Vorschiff gelagert wurde und über Umlenker auf dem Schiff das Schleppnetz über das Heck ausbrachte. Darüber hinaus wurde die elektrische Anlage verbessert und eine neue Lichtmaschine eingebaut. Neben den üblichen Wechseln unter den Zivilisten an Bord wurde auch der Kommandant des Schiffes planmäßig ausgetauscht.

Mitte Februar 1951 setzte die Galathea ihre Reise fort und füllte ihre Bunker günstig im portugiesischen Beira. Das schlechte Wetter um die Jahreszeit ließ die Fregatte bis nach Mombasa gehen, ehe sie von dort die Querung des Indischen Ozean in Angriff nahm. Über die Seychellen wurde Mitte April Colombo erreicht.

Die drei folgenden Stationen führten das Schiff wieder in Dänemarks Kolonialgeschichte. Zuerst wurde die kleine Stadt Trankebar (heute Tharangambadi) angelaufen, die bis zum Verkauf an die Briten 1845 der Hauptort von Dänisch-Ostindien und der Ausgangspunkt für die lutherische Missionstätigkeit in Indien war. Dann folgte Kalkutta, wo im nahen Serampore die erste Universität in Asien nach europäischem Vorbild durch dänische Missionare entstand, als der Ort auch zu Dänisch-Ostindien gehörte. Vom 6. bis zum 8. Mai folgte dann noch der Besuch der Nikobaren, die schließlich die letzte Kolonie Dänemarks in Südasien waren. Dänemark hatte seine Ansprüche 1868 aufgegeben, worauf die Briten 1869 die Inseln besetzten und sie Britisch-Indien angliederten.
Das Schiff lief dann weiter nach Singapur, das für sechs Wochen die Basis des Schiffes wurde, das jetzt intensiv mit der Tiefseeforschung begann. Dazu wurde auch eine Fahrt entlang der malaiischen Küste bis nach Bangkok genutzt. Um das Schleppnetz am Grund zu halten, durfte das Schiff nur sehr langsame Fahrt von etwa 1,5 Knoten machen. Im Juli und August folgten umfangreiche Untersuchungen des Philippinengrabens und die Entdeckung des Galatheatiefs als die tiefste Stelle des Grabens mit 10.540 m Meerestiefe. Zur Überraschung der Forscher konnte auch in dieser Tiefe noch Leben festgestellt werden.
Nach diesen Untersuchungen lief das Schiff weiter durch Indonesien, besuchte unter anderem Djakarta und dann Port Moresby, wo das Schiff 14 Tage verblieb, um dann als erstes dänisches Kriegsschiff nach Australien zu gehen, wo Brisbane, Sydney, Adelaide und Melbourne besucht wurden. Zu Weihnachten 1951 war die Galathea dann im neuseeländischen Wellington. Im ersten Stationierungsgebiet des Schiffes als britisches Kanonenboot verblieb sie zwei Monate und besuchte etliche Häfen. Sie verließ am 28. Februar 1952 Auckland und überquerte den Pazifik mit Stops in Raoul Island, Nukualofa, Pago Pago bei der Vermessung des Kermadecgraben und Honolulu nach San Francisco, wo das Schiff am 10. April 1952 eintraf, entlang der amerikanischen Pazifikküste lief die Galathea dann zum Panamakanal mit einem längeren Aufenthalt in der US-amerikanischen Marinebasis San Diego und weiteren Hafenbesuchen, aber auch letzten Tiefseeuntersuchungen vor der mittelamerikanischen Küste.
Der letzte große Besuch des Schiffes fand vom 26. bis 30. Mai 1952 in Charlotte Amalie statt. Die der dänischen Königin Charlotte Amalie benannte Hauptstadt der Amerikanischen Jungferninseln war eine dänische Gründung und bis zum Verkauf an die USA 1917 Hauptort von Dänisch-Westindien.

Puerto Rico, die Azoren und Plymouth waren dann die letzten Stationen der Reise der Galathea, die am 29. Juni 1952 vor etwa 20.000. Zuschauern in Kopenhagen einlief.
Das große Interesse an der Rückkehr des Schiffes war auf die kontinuierliche Berichterstattung während der Reise zurückzuführen.
Von großer Bedeutung waren die wissenschaftlichen Erkenntnisse der Expedition für die Meeresbiologie, über hundert Tiefsee-Lebewesen wurden entdeckt und dokumentiert. Das gesammelte Material über die ehemals dänischen Kolonien und die an diesen Orten gefertigten Filme fanden durch den Eingang in den Schulunterricht eine weite öffentliche Aufmerksamkeit.
Eine erwogene weitere Verwendung des Schiffes durch die dänische Marine unterblieb. Im Dezember 1954 wurde die Galathea gestrichen und die ehemals britische Geleit-Sloop 1955 in Odense verschrottet.